# خوش‌آباد (ملایر)
خوش آباد ، روستایی از توابع بخش سامن شهرستان ملایر در استان همدان ایران است.
این روستا در جاده ملایر_نهاوند قرار دارد و مردم آن به زبان لری ثلاثی صحبت میکنند.این روستا مدتی بدون سکنه بوده است که مجددا پس از سال ۱۳۸۵ مسکون شده است،به همین علت هیچگونه آماری از تعداد سکنه این روستا در آمار و ارقام کشوری موجود نمیباشد.اهالی ایل روستا از ایل احمدوند شامل : احمدوند و چراغی و طوایف فیروزی ، مومنی ، عباسی میباشند. این روستا در مجاورت روستاهای گرآباد و بهمن آباد و در مقابل روستای کرتیل آباد قرار دارد.

## جمعیت
این روستا در دهستان حرم رودسفلی قرار دارد و براساس سرشماری مرکز آمار ایران در سال ۱۳۹۵، جمعیت آن (۳خانوار) بوده‌ است اما جمعیت فعلی آن ۱۰۰ نفر (۳۷خانوار) است.